# René Renner
René Renner (Wels, 29 novembre 1993) è un calciatore austriaco, centrocampista o difensore del Wolfsberger.

## Caratteristiche tecniche
È un esterno sinistro.

## Carriera
È cresciuto nelle giovanili del Wallern.
Ha giocato nella prima divisione austriaca ed in quella thailandese.

## Palmarès

### Club

#### Competizioni nazionali
- Thai League: 1

Buriram United: 2024-2025
- Thai FA Cup: 1

Buriram United: 2024-2025